# Tigran Martirossian
Tigran Martirossian (armenisch Տիգրան Մարտիրոսյան, Tigran Martirosjan; * 2. Juni 1970 in Jerewan) ist ein armenischer Opernsänger. Der Bass im Stimmfach Basso Cantante singt seit 2005 an der Hamburgischen Staatsoper.

## Leben
Tigran Martirossian absolvierte sein Gesangsstudium am Gnessin-Institut in Moskau als Schüler von Artur Eisen und Pavel Lisitsian. Noch während seines Studiums wurde er 1993 an der Moskauer Neuen Oper, 1996 am Bolschoi-Theater engagiert. Seit 2005 ist er festes Ensemblemitglied an der Oper in Hamburg. Daneben gastierte er u. a. an der Met und an der Scala, in Wien und in Salzburg. 1995 gewann er den Zweiten Preis beim Internationalen Königin-Sonja-Musikwettbewerb in Norwegen, 1997 den Zweiten Preis beim Gesangswettbewerb „Neue Stimmen“ in Gütersloh.

## Repertoire
Zu Martirossians Repertoire gehören bisher Rollen in Verdi-Opern wie Ramphis in Aida, Philipp II in Don Carlos, Banquo in Macbeth und Fiesco in Simon Boccanegra, sowie in anderen klassischen italienischen Opern wie Timur in Turandot und Colline in La Bohème (Puccini). Zu seinen anderen Hauptrollen gehörten bisher der Figaro in Le nozze di Figaro und der Mephistophélès in Gounods Faust.
Zu den russischen Rollen in seinem Repertoire gehören Pimen in Boris Godunow und Dossifei in Chowanschtschina (Mussorgski) sowie König René in der Tschaikowski-Oper Jolanthe. Daneben ist Martirossian auf mehreren Schostakowitsch-Einspielungen für das Radio zu hören, u. a. der Sinfonie Nr. 13 und Nr. 14, der Suite nach Worten von Michelangelo sowie King Lear, letztere Werke mit dem London Symphony Orchestra unter der Leitung von Rostropowitsch.
Zu seinen Belcanto-Partien zählen u. a. Rodolfo in La sonnambula und Raimondo in Lucia di Lammermoor. Auch in komischen Rollen war Martirossian zu sehen und hören, so als Selim in Il turco in Italia, als Dulcamara in L’elisir d’amore oder als Sulpice in La fille du régiment.

## Diskografie
- 2001: Panthée in Les Troyens, London Symphony Orchestra unter Leitung von Colin Davis. Die Aufnahme wurde 2002 mit dem Grammy Award als „Bestes Klassik-Album“ und als „Beste Opernaufnahme“ ausgezeichnet. (LSO Live LSO0010)
- 2008: Fasolt in Das Rheingold, Liveaufnahme einer Inszenierung an der Hamburgischen Staatsoper. (Oehms Classics OC 925)
- 2010: Pantheus in Les Troyens, Liveaufnahme einer Inszenierung bei den Salzburger Festspielen von 2000. (Zweitausendeins Edition Nr. 899001)